# CAP (botânica)
CAP (circunferência a altura do peito) ou PAP (Perímetro à altura do peito) é uma medida, do âmbito da dendrometria, expressa em centímetros  do perímetro do tronco de uma árvore, é medido perpendicularmente ao eixo de crescimento à altura a 1,30 metros do solo.
Na Engenharia Florestal é comum o uso do CAP em cálculos para definir o volume de madeira de uma área ou avaliar o crescimento das árvores, e é utilizado atualmente para cálculo de carbono de uma floresta.
Outra medida usada por Engenheiros Florestais é o DAP (diâmetro à altura do peito), sendo {\displaystyle CAP=\pi \ DAP}.